# Hasemania
Hasemania (лат.) — род пресноводных лучепёрых рыб из семейства харациновых. Небольшие рыбки, размеры от 2,7 до 7 см. Обитают в водоёмах Южной Америки. Некоторые виды являются популярными аквариумными рыбами, содержатся в зоопарках, публичных и любительских аквариумах по всему миру. 

## Классификация
На март 2020 года в род включают 9 видов:
- Hasemania crenuchoides Zarske & Géry, 1999
- Hasemania hanseni (Fowler, 1949)
- Hasemania kalunga Bertaco & Carvalho, 2010
- Hasemania maxillaris Ellis, 1911
- Hasemania melanura Ellis, 1911
- Hasemania nambiquara Bertaco & Malabarba, 2007
- Hasemania nana (Lütken, 1875) — Медная тетра
- Hasemania piatan Zanata & Serra, 2010
- Hasemania uberaba Serra & Langeani, 2015